# حاجی احمدوف
حاجی احمدوف (ترکی آذربایجانی: Hacı Əhmədov؛ زادهٔ ۲۳ نوامبر ۱۹۹۳) بازیکن فوتبال اهل جمهوری آذربایجان است.
از باشگاه‌هایی که در آن بازی کرده‌است می‌توان به باشگاه فوتبال زیره، باشگاه فوتبال آزال باکو، باشگاه فوتبال سومقاییت، باشگاه فوتبال باکو، و باشگاه فوتبال قره‌باغ اشاره کرد.
وی همچنین در تیم‌های ملی فوتبال تیم ملی فوتبال زیر ۱۷ سال جمهوری آذربایجان, تیم ملی فوتبال زیر ۱۹ سال جمهوری آذربایجان، زیر ۲۱ سال جمهوری آذربایجان، و جمهوری آذربایجان بازی کرده‌است.